# شادو أوف ذا كولوسس
شادو أوف ذا كولوسس (بالإنجليزية: Shadow of the Colossus؛ باليابانية: ワンダと巨像، "واندا تو كيوزو"؛ يترجم كـ « ظل العمالقة ») هي لعبة فيديو لجهاز بلاي ستيشن 2 من إنتاج سوني، من تصميم نفس فريق العمل الياباني الذي أتى بلعبة آيكو المشهورة، بقيادة فوميدو يويدا. شادو أوف ذا كولوسس هي لعبة مغامرة خيالية تحتوي على عدة ألغاز. يتحكم اللاعبون بشخصية فارس شاب (يدعى المتجول Wander) يحاول استعادة بنت تدعى (Mono) من الموت .بمساعدة حصانه المخلص، عن طريق تنفيذ مطالب شخصية تدعى دورمن (Dormin) تطلب منه مقاتلة 16 من الكولوسي (Colossi) أو مايمكن ترجمته لـ(العماليق) وهم أعداء ضخام الحجم. صدرت اللعبة في أكتوبر عام 2005، أما نسخة البال فصدرت في فبراير عام 2006.نعم من الممكن القول انها لعبة ممتازة.
اللعبة صدر لها نسخة ريميك محسنة لمنصة ال playstation 4 في 7 من فبراير 2018 تتمتع برسوم بصريه جذابة جداً ومطورة وتم ايضاً أضافة اللغة العربية في اللعبة.  شادو أوف ذا كولوسس (لعبة فيديو 2018)

## المستويات
تبدا اللعبة بمستوى عادي [normal] وعند الانتهاء منه تحصل على مستوى اخر صعب [hard]
- ملاحظة:

عندما تنهي اللعبة ستلاحظ حصولك على صور للعبة من خلال دخولك لل[Gellary]
- صورة اللعبة

تحتوي اللعبة على صورة واضحة ومناظر خلابة وعند اللعب بها ستلاحظ جمالية اللعبة

## وصلات خارجية
- شادو أوف ذا كولوسس على موقع IMDb (الإنجليزية)

- Official website
- The Art of Shadow of the Colossus